# Правчас
Правчас или Правица (на турски: Çınaraltı) е село в Източна Тракия, Турция, Вилает Родосто.

## География
Селото се намира на 23 километра северно от Малгара.

## История
В началото на 20 век Правчас е село в Хайреболска каза на Одринския вилает на Османската империя. Според статистиката на професор Любомир Милетич в 1912 година в Правчас живеят помаци.